# Wil Traval
William "Wil" Traval est un acteur australien né le 9 juillet 1980 dans l'État de Victoria en Australie. Il est principalement connu pour son rôle de Will Simpson dans la série Jessica Jones.

## Biographie
Wil Traval est né le 9 juillet 1980 dans une ferme de fraises près de Colac dans l'État de Victoria. Il a des origines russes. Il est diplômé du lycée à l'âge de 16 ans. Sa passion pour la comédie a commencé au lycée quand ses amis et lui passaient leur temps à tourner des courts métrages. Il a passé des castings lui-même dans de nombreux rôles, notamment un loup-garou et un psychopathe.
Il devait d'abord étudier les médias et la littérature à l'Université de La Trobe, mais il a préféré étudier à l'Institut national d'art dramatique.

## Carrière
Wil Traval fait ses débuts à la télévision en 2004 dans la série australienne All Saints.
En 2009, il obtient un des rôles dans Rescue : Unité Spéciale, où il restera jusqu'à la fin de la série en 2011.
Il joue en 2010 dans le film Primal qui marque ses débuts au cinéma et apparaît dans un épisode de Underbelly.
En 2012, on peut le voir dans les séries The Inbetweeners, The Glades et Dexter. L'année suivante, il obtient des rôles importants dans les séries Once Upon a Time (jusqu'en 2015) et Red Widow.
En 2015, il joue le rôle de l'officier Will Simpson dans la série Jessica Jones, diffusée sur Netflix, aux côtés de Krysten Ritter et Rachael Taylor.
En 2016, il joue dans un épisode de NCIS : Nouvelle-Orléans et d'Arrow, il retournera dans la série avec un rôle différent, deux ans plus tard. Puis en 2017, il apparaît en tant que guest dans les séries américaines Grimm et Chicago Police Department.
En 2020, il retrouve un rôle dans la série de Netflix : Messiah, mais cette dernière est annulée après une saison. Il joue également dans quelques épisodes de Dynastie.

## Filmographie

### Cinéma

#### Longs métrages
- 2010 : Primal de Josh Reed : Dace
- 2014 : Five Thirteen de Kader Ayd : Richard
- 2018 : Treasure Hunter : Legend of the White Witch de Ken Barbet : James

#### Courts métrages
- 2006 : The Last Days of Connie Hays de Dana-Lee Mierowsky Bennett : Val
- 2017 : Beef Wellington de Jimi Dava : Le boucher

### Télévision

#### Séries télévisées
- 2003 : White Collar Blue : Un policier en uniforme / Agent Tom Saunders
- 2003 - 2008 : All Saints : Dr. Jake Quade / Frère John Harrigan
- 2004 : McLeod's Daughters : Dylan Abbott
- 2009 - 2011 : Rescue : Unité Spéciale (Rescue : Special Ops) : Hamish Maclntyre
- 2010 : Underbelly : Joe Dooley
- 2011 : Leverage : Craig Mattingly
- 2012 : The Inbetweeners : Jonno
- 2012 : The Glades : Neil Gannon
- 2012 : Dexter : Tony Rush
- 2013 : Rizzoli and Isles : Jim Blackman
- 2013 : Red Widow : Irwin Petrov
- 2013 - 2015 : Once Upon a Time : Keith / Sheriff de Nottingham
- 2015 : Les Experts (CSI : Crime Scene Investigation) : Carlos Derosa
- 2015 - 2018 : Jessica Jones : Will Simpson
- 2016 : NCIS : Nouvelle-Orléans (NCIS : New Orleans) : Darrell
- 2016 / 2018 : Arrow : Christopher Chance / Human Target
- 2017 : Grimm : Zerstörer
- 2017 : Chicago Police Department : Sean McGrady
- 2020 : Messiah : Will Mathers
- 2020 : Dynastie : Père Caleb Collins

#### Téléfilms
- 2004 : Jessica l'insoumise (Jessica) de Peter Andrikidis : Billy Simple
- 2018 : La double vie de mon mari (He Loved Them All) de Jake Helgren : Kyle Gardner